# Pic du Burat
Le pic du Burat est situé dans le massif des Pyrénées, dans le Luchonnais. Son altitude est de 2 154 mètres. Les neiges y sont abondantes en hiver et elles restent presque toute l'année.